# سيلكيرك
سيلكيرك هي مدينة، في كندا، تقع في Interlake ‏، بلغ عدد سكانها 10,278 نسمة وذلك حسب إحصائيات سنة 2016.

## المناخ
يظهر الجدول التالي التغييرات المناخية على مدار السنة لسيلكيرك:
| البيانات المناخية لـسيلكيرك       | البيانات المناخية لـسيلكيرك | البيانات المناخية لـسيلكيرك | البيانات المناخية لـسيلكيرك | البيانات المناخية لـسيلكيرك | البيانات المناخية لـسيلكيرك | البيانات المناخية لـسيلكيرك | البيانات المناخية لـسيلكيرك | البيانات المناخية لـسيلكيرك | البيانات المناخية لـسيلكيرك | البيانات المناخية لـسيلكيرك | البيانات المناخية لـسيلكيرك | البيانات المناخية لـسيلكيرك | البيانات المناخية لـسيلكيرك |
| الشهر                             | يناير                       | فبراير                      | مارس                        | أبريل                       | مايو                        | يونيو                       | يوليو                       | أغسطس                       | سبتمبر                      | أكتوبر                      | نوفمبر                      | ديسمبر                      | المعدل السنوي               |
| --------------------------------- | --------------------------- | --------------------------- | --------------------------- | --------------------------- | --------------------------- | --------------------------- | --------------------------- | --------------------------- | --------------------------- | --------------------------- | --------------------------- | --------------------------- | --------------------------- |
| الدرجة القصوى °م (°ف)             | 6.1 (43.0)                  | 8.5 (47.3)                  | 17.5 (63.5)                 | 34 (93)                     | 36.5 (97.7)                 | 38.5 (101.3)                | 36.1 (97.0)                 | 38 (100)                    | 37.5 (99.5)                 | 28 (82)                     | 22.2 (72.0)                 | 9 (48)                      | 38.5 (101.3)                |
| متوسط درجة الحرارة الكبرى °م (°ف) | −12.8 (9.0)                 | −8.4 (16.9)                 | −1.1 (30.0)                 | 9.7 (49.5)                  | 18.5 (65.3)                 | 22.9 (73.2)                 | 25.5 (77.9)                 | 24.6 (76.3)                 | 18 (64)                     | 10.3 (50.5)                 | −1.2 (29.8)                 | −9.8 (14.4)                 | 8 (46)                      |
| المتوسط اليومي °م (°ف)            | −17.5 (0.5)                 | −13.3 (8.1)                 | −5.9 (21.4)                 | 4.1 (39.4)                  | 12.4 (54.3)                 | 17.3 (63.1)                 | 19.3 (66.7)                 | 18.7 (65.7)                 | 12.5 (54.5)                 | 5.5 (41.9)                  | −4.9 (23.2)                 | −14.1 (6.6)                 | 2.9 (37.2)                  |
| متوسط درجة الحرارة الصغرى °م (°ف) | −22.1 (−7.8)                | −18.2 (−0.8)                | −10.7 (12.7)                | −1.5 (29.3)                 | 6.2 (43.2)                  | 11.6 (52.9)                 | 14.1 (57.4)                 | 12.8 (55.0)                 | 7 (45)                      | 0.7 (33.3)                  | −8.5 (16.7)                 | −18.5 (−1.3)                | −2.3 (27.9)                 |
| أدنى درجة حرارة °م (°ف)           | −41.1 (−42.0)               | −45.6 (−50.1)               | −33.3 (−27.9)               | −23.9 (−11.0)               | −10 (14)                    | −2.2 (28.0)                 | 2.8 (37.0)                  | 2 (36)                      | −6.7 (19.9)                 | −18 (0)                     | −35 (−31)                   | −37.8 (−36.0)               | −45.6 (−50.1)               |
| الهطول مم (إنش)                   | 16 (0.6)                    | 11.3 (0.44)                 | 21.8 (0.86)                 | 26 (1.0)                    | 56.6 (2.23)                 | 93 (3.7)                    | 79.6 (3.13)                 | 74.5 (2.93)                 | 57.5 (2.26)                 | 35.6 (1.40)                 | 23.7 (0.93)                 | 14.7 (0.58)                 | 510.4 (20.09)               |
| المصدر: Environment Canada        |                             |                             |                             |                             |                             |                             |                             |                             |                             |                             |                             |                             |                             |

## أعلام
- رود سميث
- جورج فريمان
- تيري بال
- باول غودمان
- جون موريسون